# Idade e fertilidade feminina
A fertilidade feminina é afetada pela idade e é um fator de fertilidade para as mulheres. A fertilidade feminina permanece relativamente constante do fim da adolescência ao início dos trinta anos, embora decline gradualmente ao longo do tempo. Após os 35 anos, a fertilidade cai acentuadamente. Aos 45 anos, as mulheres não conseguem engravidar em 50–80% dos casos. A menopausa, ou a cessação das menstruações, geralmente ocorre entre 45 e 55 anos, marcando o fim da fertilidade, embora a infertilidade relacionada à idade possa ocorrer antes disso. A relação entre idade e fertilidade feminina às vezes é chamada de “relógio biológico” da mulher.

## Quantificação do efeito

Percentual cumulativo e idade média de mulheres que atingem subfertilidade, esterilidade, menstruação irregular e menopausa

### Na adolescência
A idade média da primeira menstruação (menarca) é de 12 a 13 anos (12,5 anos nos Estados Unidos, 12,72 no Canadá, 12,9 no Reino Unido), mas, em meninas pós-menarca, cerca de 80% dos ciclos são anovulatórios no primeiro ano após a menarca, caindo para 50% no terceiro ano e para 10% no sexto. Pouco se sabe sobre a fertilidade em adolescentes muito jovens, pois gestações nessa faixa etária são incomuns na maioria das sociedades.

### Na vida adulta
A fertilidade feminina geralmente atinge o pico do fim da adolescência ao final dos 20 anos, após o que começa a declinar. Contudo, as estimativas exatas das chances de concepção após determinada idade não são claras e são debatidas.
Segundo o NICE, mais de 80% das mulheres com menos de 40 anos que mantêm relações sexuais regulares sem proteção engravidarão em 1 ano de tentativa. No segundo ano, o percentual sobe para mais de 90%.
Um estudo de 2004 de Henri Leridon, PhD, epidemiologista do Instituto Francês de Saúde e Pesquisa Médica, com mulheres tentando engravidar sem uso de fármacos de fertilidade ou fertilização in vitro, encontrou as seguintes taxas de concepção por idade:
- Aos 30 anos
  - 75% terão uma concepção que terminará em nascido vivo dentro de um ano
  - 91% terão uma concepção que terminará em nascido vivo dentro de quatro anos
- Aos 35 anos
  - 66% terão uma concepção que terminará em nascido vivo dentro de um ano
  - 84% terão uma concepção que terminará em nascido vivo dentro de quatro anos
- Aos 40 anos
  - 44% terão uma concepção que terminará em nascido vivo dentro de um ano
  - 64% terão uma concepção que terminará em nascido vivo dentro de quatro anos[13]

Em uma amostra de 782 casais europeus saudáveis de 19–39 anos, a fertilidade começa a cair após os 27 e diminui um pouco mais rapidamente depois dos 35. A análise estatística mostrou que mulheres de 27–29 anos tiveram, em média, probabilidade significativamente menor de engravidar do que as de 19–26. As taxas não mudaram de forma notável entre 27–29 e 30–34, mas caíram significativamente em 35–39.
A idade do parceiro masculino teve impacto significativo na fertilidade feminina entre mulheres na metade dos 30, mas não entre as mais jovens. Contudo, especialistas observaram que o estudo era pequeno e havia muitas variáveis difíceis de isolar, impedindo conclusões firmes. Alguns sugeriram que a principal mudança nas mais velhas é levar mais tempo para conceber, não necessariamente menor probabilidade de sucesso final. David Dunson, bioestatístico do National Institute of Environmental Health Sciences dos EUA, afirmou: “Embora tenhamos observado um declínio da fertilidade feminina no fim dos 20, o que encontramos foi uma diminuição na probabilidade de engravidar por ciclo menstrual, não na probabilidade de eventualmente conseguir uma gestação.”
Um estudo francês não encontrou diferença entre a taxa de fertilidade de mulheres com menos de 25 e aquelas de 26–30; a partir daí, a fertilidade começou a diminuir. Estimar a “fertilidade de uma mulher” é difícil por causa do fator masculino (qualidade do esperma). Esse estudo analisou 2.193 mulheres submetidas à inseminação artificial porque seus maridos eram azoospérmicos. As taxas de sucesso cumulativas após 12 ciclos foram 73% para menores de 25 anos, 74% para 26–30, 61% para 31–35 e 54% para mais de 35.
Na Hungria, um estudo do Escritório Central de Estatísticas da Hungria estimou que 7–12% das húngaras com menos de 30 anos eram inférteis; 13–22% das mulheres de 35 anos eram inférteis; e 24–46% das de 40 eram inférteis.
Abaixo está uma tabela com estimativas do percentual de mulheres que, se começarem a tentar conceber em determinada idade, não obterão nascido vivo. Note que, para idades jovens, há maior concordância entre pesquisadores; para idades mais avançadas, há discrepâncias.
| Idade da mulher quando começa a tentar conceber | Percentual que não terá nenhum nascimento vivo | Percentual que não terá nenhum nascimento vivo | Percentual que não terá nenhum nascimento vivo | Percentual que não terá nenhum nascimento vivo | Percentual que não terá nenhum nascimento vivo | Percentual que não terá nenhum nascimento vivo | Percentual que não terá nenhum nascimento vivo |
| Idade da mulher quando começa a tentar conceber | segundo Vincent (1950)                         | segundo Henry (1953), Inglaterra               | segundo Henry (1953), Noruega                  | segundo Pittenger (1973)                       | segundo Leridon (1977)                         | segundo Trussell-Wilson (1985)                 | segundo Menken-Larsen (1986)                   |
| ----------------------------------------------- | ---------------------------------------------- | ---------------------------------------------- | ---------------------------------------------- | ---------------------------------------------- | ---------------------------------------------- | ---------------------------------------------- | ---------------------------------------------- |
| 20                                              | 4%                                             | 3,5%                                           | 3,5%                                           | 2,2%                                           | 3%                                             | –                                              | 4%                                             |
| 25                                              | 6%                                             | 6%                                             | 5%                                             | 3,3%                                           | 6%                                             | 6%                                             | 7%                                             |
| 30                                              | 10%                                            | 11%                                            | 8%                                             | 6,5%                                           | 10%                                            | 11%                                            | 12%                                            |
| 35                                              | 17%                                            | 19%                                            | 13%                                            | 16%                                            | 17%                                            | 16%                                            | 22%                                            |
| 40                                              | 37%                                            | 33%                                            | 24%                                            | 40%                                            | 29%                                            | 24%                                            | 46%                                            |
| 45                                              | 75%                                            | 58%                                            | 50%                                            | 79%                                            | 50%                                            | 58%                                            | –                                              |

### Reserva ovariana

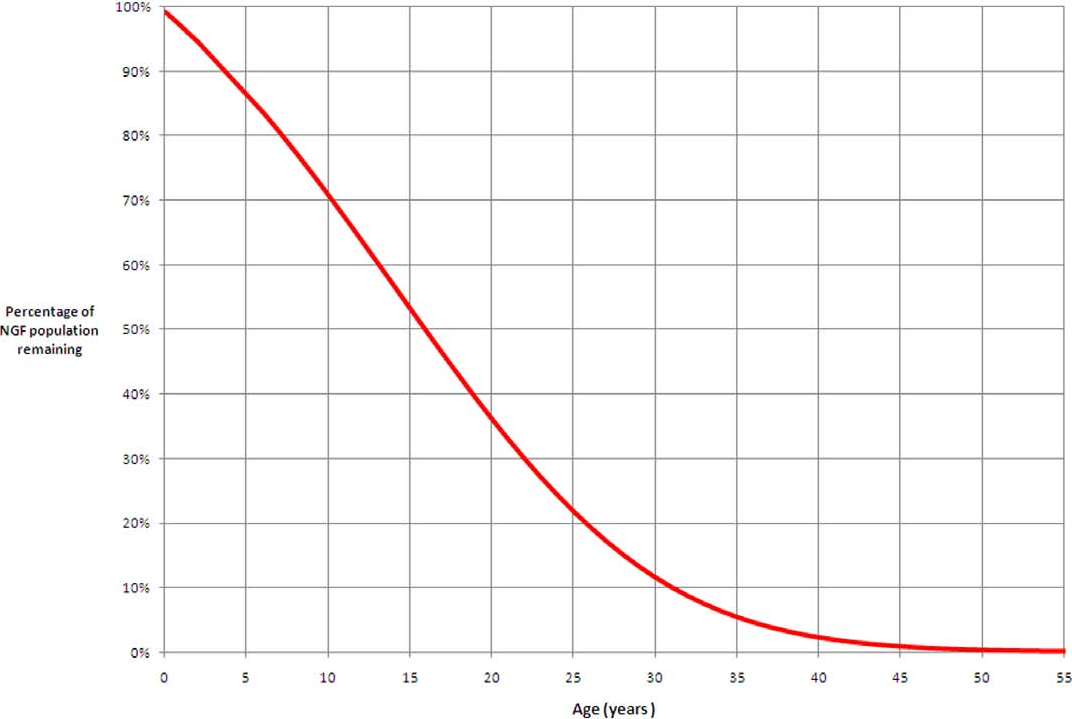
"Percentual da reserva ovariana em relação ao aumento da idade. A curva descreve o percentual de reserva ovariana remanescente das idades do nascimento aos 55 anos, com base no modelo ADC. 100% é tomado como a reserva ovariana máxima, ocorrendo entre 18–22 semanas pós-concepção. Os percentuais aplicam-se a todas as mulheres cuja reserva ovariana declina conforme um modelo específico em que menopausa tardia e precoce estão associadas a populações máximas altas e baixas de NGF, respectivamente. Estima-se que, para 95% das mulheres, aos 30 anos apenas 12% da população máxima pré-natal de NGF esteja presente e, aos 40, apenas 3% permaneça. Ao nascer, as mulheres têm todos os seus folículos para a Foliculogênese, e eles declinam de forma constante até a Menopausa."

Em termos de reserva ovariana, uma mulher típica tem 12% de sua reserva aos 30 anos e apenas 3% aos 40. Cerca de 81% da variação na reserva ovariana se deve apenas à idade, tornando a idade o fator mais importante na infertilidade feminina.
Os métodos mais comuns para avaliar a reserva ovariana incluem exame de sangue no 3º dia do ciclo para dosar Hormônio Folículo-Estimulante (FSH), ou exame para dosar o Hormônio Antimülleriano (AMH), que fornece informação semelhante. A Ultrassonografia transvaginal também pode ser usada para “contar o número de folículos”, procedimento chamado de contagem de folículos antrais.
O Colégio Americano de Obstetras e Ginecologistas recomenda testar a reserva ovariana em mulheres com mais de 35 anos que não conceberam após 6 meses tentando e em mulheres com maior risco de reserva diminuída, como aquelas com histórico de câncer tratado com terapia gonadotóxica, irradiação pélvica, ou ambos; condições médicas tratadas com terapias gonadotóxicas; ou cirurgia ovariana para endometriomas.
É importante reconhecer que um resultado ruim em testes de reserva ovariana não significa incapacidade absoluta de conceber e não deve ser o único critério para limitar ou negar acesso ao tratamento de infertilidade.

### Dados históricos
Um estudo com uma população de mulheres francesas entre 1670 e 1789 mostrou que aquelas que se casaram aos 20–24 anos tiveram média de 7,0 filhos e 3,7% permaneceram sem filhos. As que se casaram aos 25–29 anos tiveram média de 5,7 filhos e 5,0% permaneceram sem filhos. As que se casaram aos 30–34 anos tiveram média de 4,0 filhos e 8,2% permaneceram sem filhos. A idade média no último parto em populações de fertilidade natural estudadas é em torno de 40 anos.
Em 1957, foi realizado um estudo com uma grande população (os Huteritas), que nunca usou contracepção. Os investigadores mediram a relação entre a idade da parceira e a fertilidade. (Acredita-se que as taxas de infertilidade hoje sejam mais altas na população geral do que nessa população dos anos 1950.)
Esse estudo de 1957 encontrou:
- Aos 30 anos, 7% dos casais eram inférteis
- Aos 35 anos, 11% dos casais eram inférteis
- Aos 40 anos, 33% dos casais eram inférteis
- Aos 45 anos, 87% dos casais eram inférteis

## Impacto

### Planejamento familiar
A correlação inversa entre idade e fertilidade feminina na fase final da vida reprodutiva é citada como motivação para o planejamento familiar antes dos 35 anos. O mapeamento da reserva ovariana, da dinâmica folicular e de biomarcadores associados pode fornecer um prognóstico individual sobre as chances futuras de gravidez, facilitando uma escolha informada sobre quando ter filhos. Notadamente, níveis mais altos de Hormônio antimülleriano em mulheres de 30–44 anos na população geral mostraram correlação positiva com a fertilidade natural entre aquelas que buscavam concepção espontânea, mesmo após ajuste por idade. Assim, a dosagem de AMH pode ajudar a determinar quais mulheres precisam tentar engravidar mais cedo e quais podem potencialmente esperar.

### Medicina reprodutiva
Recomenda-se avaliação de infertilidade para mulheres com mais de 40 anos, ou com mais de 35 que não engravidaram após 6 meses de tentativas. Em muitos casos, a infertilidade pode ser tratada com diversas tecnologias reprodutivas, mas o sucesso diminui com a idade. As questões de idade podem ser discutidas com um especialista em fertilidade, como um endocrinologista reprodutivo.
A fertilização in vitro (FIV) é uma tecnologia de reprodução assistida usada para tratar a infertilidade e ajudar famílias a terem filhos. Embora muitas mulheres em idade avançada optem por FIV, pacientes com maior idade materna (>40 anos) apresentam piores desfechos e maior taxa de aborto espontâneo em comparação a mulheres de 20–30 anos. A maioria dos centros de FIV tenta o procedimento com óvulos da própria paciente até cerca de 43–45 anos, e, na prática clínica, tende-se a indicar FIV de forma mais agressiva em mulheres acima de 35.
A criopreservação de oócitos é um procedimento para preservar oócitos a fim de descongelá-los, fecundá-los e transferi-los ao útero por FIV. Isso permite adiar a gestação e evitar muitos problemas de infertilidade decorrentes da deterioração das células germinativas. Estudos mostram que o risco de anomalias congênitas não aumenta em bebês nascidos de óvulos congelados e descongelados, e que FIV com óvulos descongelados tem taxa de implantação semelhante à FIV com óvulos frescos. Embora anomalias cromossômicas possam ser evitadas com o congelamento de óvulos, a gestação em idade avançada aumenta os riscos de Diabetes gestacional, pré-eclâmpsia, trabalho de parto prematuro e cesariana, independentemente do método de concepção.
Uma revisão de 2012 concluiu que as intervenções terapêuticas para interromper ou reverter o envelhecimento reprodutivo em mulheres são limitadas, apesar de relatos recentes sobre a possível existência de células-tronco que poderiam restaurar a reserva ovariana.

### Complicações
Quanto à mãe, vários estudos mostram que gestantes com mais de 35 anos apresentam maior risco de hipertensão na gravidez, eclâmpsia (hipertensão com convulsões) e diabetes gestacional. Além disso, gestantes após os 35 anos têm maior risco de complicações no parto, incluindo natimortalidade, aborto e intercorrências que levam à cesariana.
As complicações fetais também aumentam após os 35. Um risco conhecido é a maior probabilidade de um bebê com Síndrome de Down. Segundo o Colégio Americano de Obstetras e Ginecologistas, pesquisas mostram que o risco de síndrome de Down aumenta proporcionalmente com a idade materna.
Probabilidade de conceber uma criança com síndrome de Down segundo a Sociedade Nacional da Síndrome de Down (NDSS):
- Aos 20 anos, 1 em 2.000
- Aos 24 anos, 1 em 1.300
- Aos 25 anos, 1 em 1.200
- Aos 29 anos, 1 em 950
- Aos 30 anos, 1 em 900
- Aos 34 anos, 1 em 450
- Aos 35 anos, 1 em 350
- Aos 39 anos, 1 em 150
- Aos 40 anos, 1 em 100
- Aos 44 anos, 1 em 40
- Aos 45 anos, 1 em 30
- Aos 49 anos, 1 em 10

Além da síndrome de Down, gestantes acima de 35 anos também têm maior risco de outros defeitos congênitos. Um estudo de Gill et al. encontrou associação entre idade materna avançada >40 e malformações como cardiopatias, atresia de esôfago, hipospádia e craniossinostose. Por fim, estudos relatam maior risco de parto prematuro e baixo peso ao nascer em gestantes com mais de 35 anos.

## Envelhecimento ovariano
Evidências indicam que a capacidade de reparar quebras de dupla fita no DNA por uma via de reparo envolvendo a proteína BRCA1 (Breast cancer type 1 susceptibility) e a quinase serina/treonina ATM enfraquece com a idade em oócitos de diversas espécies, incluindo humanos. A via específica afetada é a de recombinação homóloga. Em geral, mulheres com mutações em BRCA1 têm reserva ovariana menor e experimentam menopausa mais cedo.